# Лопеш, Бернарду
Бернарду Лопеш (порт. Bernardo Lopes; 30 июля 1993) — португальский и гибралтарский футболист, защитник клуба «Линкольн Ред Импс» и сборной Гибралтара.

## Биография

### Клубная карьера
Выпускник академий «Эшторил-Прая» и лиссабонской «Бенфики». Профессиональную карьеру начинал в клубе третьей лиги «Лолетану», где за два сезона сыграл 50 матчей и забил 10 голов. В 2014 году перешёл в фарм-клуб «Маритиму», с которым отыграл сезон в португальской Сегунде, но по итогам сезона клуб вылетел в третью лигу. В начале сезона 2015/16 Лопеш подписал контракт с гибралтарским клубом «Линкольн Ред Импс». В его составе неоднократно становился чемпионом и обладателем Кубка Гибралтара, а также регулярно участвовал в отборочных стадиях европейских клубных турниров. В сезоне 2021/22 вместе с клубом выступал на групповой стадии Лиги конференций УЕФА, на котором «Линкольн» не получил ни одного очка.

### Карьера в сборной
В марте 2022 года, после 6 лет жизни в Гибралтаре, Лопеш получил вызов в сборную Гибралтара и сыграл в двух товарищеских матчах против Гренады и Фарерских островов. В том же году он сыграл во всех 6 матчах групповой стадии лиги наций УЕФА, где сборная набрала одно очко.

## Достижения
«Линкольн Ред Импс»
- Чемпион Гибралтара (4): 2017/18, 2018/19, 2020/21, 2021/22
- Обладатель Кубка Гибралтара (3): 2016, 2021, 2021/22
- Обладатель Суперкубка Гибралтара (1): 2022